# Einheimischenmodell
Das Einheimischenmodell dient der vorrangigen Deckung des Wohnbedarfs der ortsansässigen Bevölkerung. Solche Modelle wurden ursprünglich für Gemeinden mit hohem Zuzugsdruck entwickelt. Heute werden sie aber auch in Großstädten praktiziert. Gemeinden wollen durch eine Baulandpreisregelung sicherstellen, dass ortsansässige Bürger gegenüber finanzstarken Zuzüglern einen Vorsprung beim Kauf von Bauland erhalten.
Dafür erwerben Gemeinden die für die Bebauung vorgesehenen Wohnbauflächen vor einer Baulandausweisung und veräußern sie an die bevorrechtigten Bürger zu verbilligten Preisen. Die Gemeinden können aber auch im Rahmen eines städtebaulichen Vertrages mit dem Eigentümer vereinbaren, dass dieser die Flächen teilweise an Einheimische veräußert. Die rechtliche Grundlage findet sich in Deutschland im Baugesetzbuch (vgl. § 11 Abs. 1 Satz 2 Nr. 2 BauGB).
Die Handhabung darf aber nicht dazu führen, dass Auswärtige von einer Kaufmöglichkeit völlig ausgeschlossen werden. Die Europäische Kommission sieht darin einen Verstoß gegen das Diskriminierungsverbot und hat daher im Jahr 2006/2007 ein Vertragsverletzungsverfahren gegen Deutschland eingeleitet. Im Februar 2017 haben sich die Europäische Kommission, das Bundesministerium für Umwelt, Naturschutz, Bau und Reaktorsicherheit und die Bayerische Staatsregierung auf angepasste Kriterien geeinigt: Für das Modell kommen Bewerber in Betracht, deren Vermögen und Einkommen bestimmte Obergrenzen nicht überschreitet; bei der anschließenden Punkteverteilung kann dem Kriterium der „Ortsgebundenheit“ bis zu 50 Prozent Gewichtung beigemessen werden.
In der Praxis haben sich bereits „Kriterienkataloge“ entwickelt, die die Aspekte „Ansässigkeit“ sowie „soziale Bedürftigkeit“ in etwa gleichwertig gewichten, häufig ergänzt um ehrenamtliches Engagement und weitere gesellschaftlich erwünschte Kriterien.